# Manoir de la Paclais
Le manoir de la Paclais est un manoir situé à Saint-Herblain, dans le département de la Loire-Atlantique, en France.

## Localisation
Le manoir est situé à l'ouest de la commune de Saint-Herblain, à la limite de celle de Couëron.

## Historique
La propriété est liée notamment à Vincent et Jacqueline Auriol.
Le monument est inscrit au titre des monuments historiques en 1949.